# 天鷹座78
天鷹座78，又名BD-07 5886，HD 216637、SAO 146382、HR 8710，是天鷹座的一颗恒星，视星等为6.19，位于銀經63.25，銀緯-55.87，其B1900.0坐标为赤經22h 49m 21.7s，赤緯-7° -55.87′ 10″。